# 天兵トリオ
天兵トリオ（てんぺいとりお）は、1960年代から活躍した三人組のお笑いグループ。

## 概要
1960年春にトリオを結成。男性2人、女性1人という異色のメンバー構成であった。また春風天兵と島暁美は夫婦であった。
全盛期のころにはテレビなどに出演したがのちに仕事が激減キャバレーやクラブなど地方廻りが多くなった。
太田プロダクションや現代センターに所属。島と星柄が脱退後は橘凡路（元「大空平路・橘凡路」）と水品引太と活動していた
。
トリオ解散後は天兵・暁美夫婦の住まいであった鎌倉の豪邸をバブル景気時代に売り払い都内のマンションに住み、麻雀荘を営んでいた。また天兵はドラマの台本の書く仕事もしていた。

## メンバー
- 春風 天兵（はるかぜ てんぺい、1934年6月16日[1] - ？）

東京向島の生まれ、実家はおもちゃ屋であった。法政大学在学中に小説家や演劇に興味を持ち、アマチュアの劇団から新劇、榎本健一のエノケン一座、清水金一のシミケン一座などを転々。1959年に新宿で天兵一座を旗揚げ、以降劇団アルファ、喜劇天国などを旗揚げする。
可愛がっていた春風こうた・ふくたに春風の亭号を許した。
- 島 暁美（しま あけみ、1929年10月11日[1] - ？）

東京小石川の生まれ、父は濱口内閣で秘書官を務め、首相官邸で逆上しピストルを発砲したことで一躍有名になった「ピストル弥団次」こと中島弥団次。幼いころから音楽やバレエに親しんだ。東京都立第二女子新制高等学校卒業、1951年に日本劇場の舞台に立つようになる。また三浦環のもとで修業経験もあった。
- 星柄 北男（ほしがら きたお、1937年2月10日[1] - 2020年12月24日）。

横浜の生まれ、広島県江田島の航海学校卒業後、海上保安庁を4年ほど勤務を経て浅草東洋劇場で文芸部を経てコメディアンになった。芸名は漫画家の松下井知夫の「星から来た男」に由来する。